# 河野通盛
河野 通盛（かわの みちもり ？－貞治3年/正平19年11月26日（1364年12月19日））は、鎌倉時代後期から南北朝時代の武士。後に伊予国の守護職となる。河野通有の7男で母は河野通久の娘。初名は通治。通称は九郎左衛門尉。官途は対馬守。河野氏の本拠として知られる湯築城の築城者と伝わる。

## 生涯
元亨年間に父が没すると、母の強い後押しで嫡男であった異母兄通忠を排して当主となる。その際に、一族内に内紛があったと推定され（母の譲状の中に他の兄弟に与えられた父の遺領の悔返が行われて通盛に与えられている）、通盛の求心力の低下の一因となる。
元弘の乱の際には六波羅探題の命に応じて上洛して蓮華王院にて赤松則村を迎え撃つなど奮戦するが、一族のほとんどが討幕軍についてしまった上、六波羅探題が足利尊氏（当時は高氏）によって陥落、鎌倉への脱出を試みるも鎌倉も新田義貞に占領されてやむなく降伏して建長寺に入って出家、善慧と名乗った。
後醍醐天皇の建武政権は幕府方であった通盛の所領を没収して一族の得能通綱を河野氏惣領とし、同じく一族の土居通増を重用した。その後、政権は通盛の伊予国内への影響力を考慮して没収した所領の一部を伊予国内の替地で補償しているが、足利尊氏が建武政権に叛旗を翻す（延元の乱）とこれに呼応し、建武3年（1336年）5月に尊氏が九州から京都を目指して東上するとこれに合流し、尊氏が京都に入って室町幕府が事実上成立すると、対馬守及び伊予守護職に任じられた。通盛が尊氏へ加勢した目的は、惣領の地位と承久の乱・元弘の乱で失った河野氏所領の回復があったとみられる。伊予に帰国した通盛は伊予国に帰国後、尊氏の命で四国に入っていた細川皇海と協力して、大舘氏明・四条有資・忽那義範・土居通重（通増の子）ら南朝方と戦った。その後、北朝方の軍事体制の強化の観点から伊予守護職は足利氏一族の岩松頼有・細川頼春に交替させられるが、貞和6年/正平5年（1350年）に入ると、足利尊氏・足利直義双方から伊予守護職に任じられた。当時、室町幕府は観応の擾乱によって分裂状態にあって互いに通盛の取り込みを図ったものとみられるが、通盛は最初は中立的姿勢を見せたものの最終的には尊氏方について、直義方・南朝方双方と戦って勢力を伸ばして河野氏再興を果たした。
その後、擾乱が収まると細川頼之（頼春の子）が伊予守護職に任じられたが、康安2年/正平17年（貞治元年・1362年）に康安の政変で頼之の従兄弟である細川清氏が失脚すると、頼之は幕命を奉じて通盛に清氏討伐を命じるとともに伊予守護職を通盛に譲った。これは頼之が通盛に対して伊予守護職と引換に清氏討伐に協力するように求めたものであったが、四国における細川氏の勢力拡大を警戒する通盛は頼之と清氏の共倒れを目論んでこれを黙殺した。貞治2年/正平18年（1363年）には家督を息子の通朝に譲り、通盛自身はかつての本拠地であった風早郡河野郡の土居館を善応寺に改めて隠居生活を送った。だが、細川頼之と細川清氏の戦いは早々と頼之の勝利に終わり、通盛の裏切りに激怒した頼之は翌貞治3年/正平18年（1364年）に幕命を得て河野氏討伐に乗り出す。11月6日、世田山城で細川軍に包囲された通朝が戦死し、その20日後にはかねてから病気であった通盛も病死してしまう。法名は善応寺殿日照恵公居士。
勢いを得た細川頼之は伊予を制圧して、河野氏当主である徳王丸（通朝の子、後の河野通堯）を伊予から追放すると、再び伊予守護職を獲得して「四国管領」を自称するようになる。一方、通盛が再興した河野氏は晩年の判断の誤りから一転して再び存亡の危機に陥ることになった。